# Aleksandr Dmitrievič Obolenskij
Il principe Aleksandr Dmitrievič Obolenskij (in russo Александр Дмитриевич Оболенский?; San Pietroburgo, 6 maggio 1847 – Essentuki, 9 dicembre 1917) è stato un nobile e politico russo.

## Biografia
Era il primogenito di Dmitrij Aleksandrovič Obolenskij (1822-1881), e di sua moglie, la principessa Dar'ja Petrovna Trubeckaja (1823-1906).

## Carriera
Si laureò presso la Facoltà di Giurisprudenza dell'Università di Mosca (1871), poi servì nel Ministero della giustizia e del Senato.
Fu eletto capo della nobiltà della provincia di Penza (1882-1888). Nel 1892 venne nominato consigliere di Stato.
Nel 1893 venne nominato štalmejster (in russo шталмейстер?). Dal 1896 fu assistente del governatore generale di Varsavia. Nel 1899 fu nominato senatore e nel 1902 a membro del Consiglio di Stato.
Partecipò allo sviluppo della cultura musicale. Fu eletto vicepresidente della Società musicale russa ed è stato uno degli organizzatori delle sue filiali a Penza.

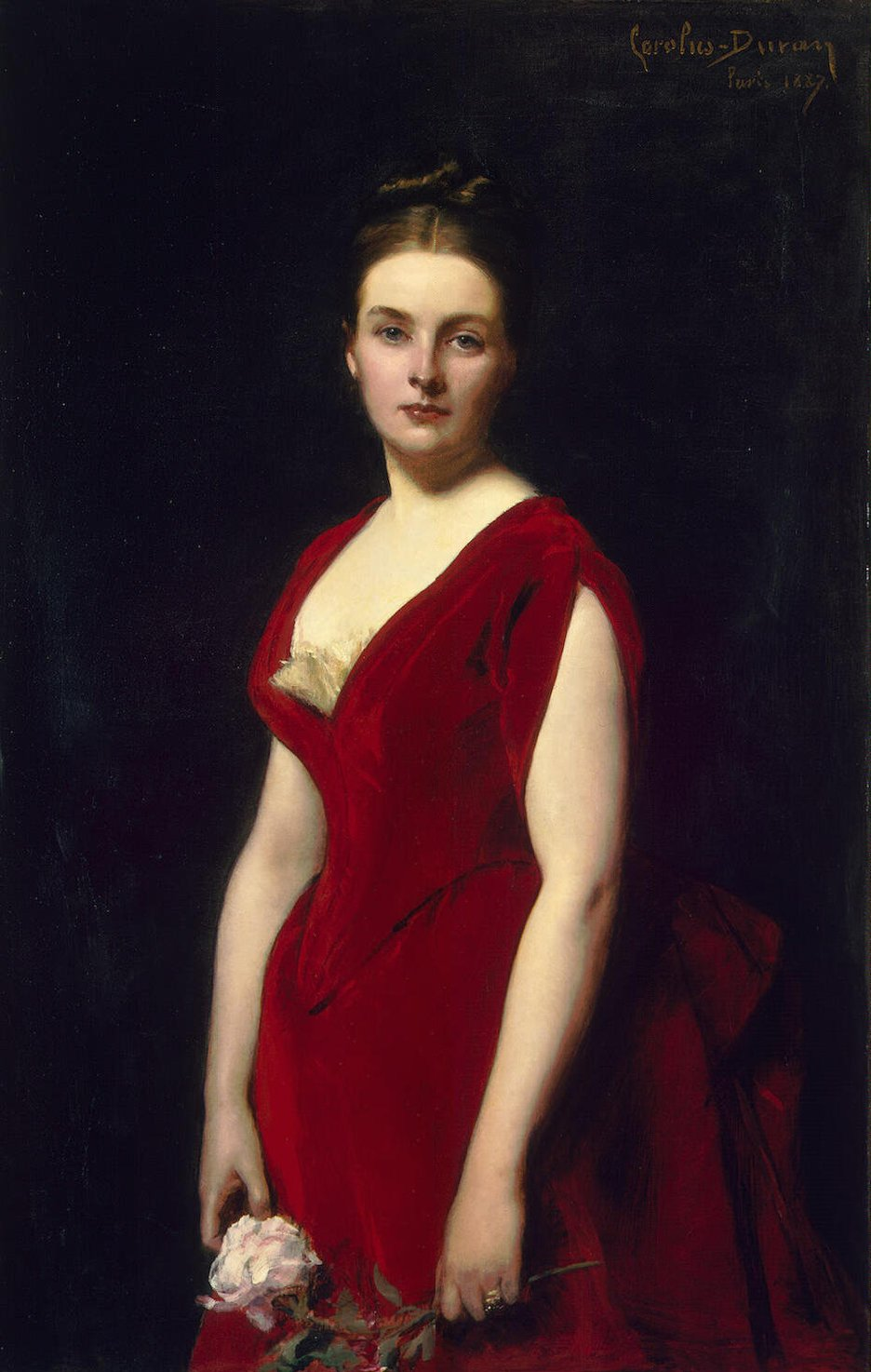
Ritratto di Anna Aleksandrovna Polovcova, di Carolus-Duran, 1887.

## Matrimonio
Sposò Anna Aleksandrovna Polovcova (1861-1917), figlia di Aleksandr Aleksandrovič Polovcov e di Nadežda Michajlovna Juneva. Ebbero quattro figli:
- Dmitrij Aleksandrovič (1882-1964)
- Aleksej Aleksandrovič (1883-1942)
- Aleksandr Aleksandrovič (1885-1940)
- Pëtr Aleksandrovič (1889-1969)

## Morte
Morì il 9 dicembre 1917 a Essentuki.